# عضرفوط موانزا الصخري مسطح الرأس
عَضْرَفوط موانزا الصخري مسطح الرأس واسمه العلمي عضرفوط موانزا (الاسم العلمي: Agama mwanzae)، كما يُسمى للونه عضرفوط الرجل العنكبوت (بالإنجليزية: Spider-Man agama)‏، هي عظاءة تتبع فصيلة العَضْرَفوطيات ضمن رتبة الحرشفيات، توجد في تنزانيا ورواندا وكينيا.
يعيش هذا الكائن في شبه الصحارى، وترى غالبًا أثناء حرارة النهار وهي تتشمس على الصخور أو التلال. يكون رأس الذكر ورقبته وكتفيه حمراء أو بنفسجية زاهيَّة، بينما يكون الجسم أزرق غامقًا. أما الأنثى فتكون بنية اللون غالبًا ويصعب تمييزها عن إناث العضرفوط الأخرى. غالبًا ما يُخلط بين هذه العضرفوط والعضرفوط الشائع (الاسم العلمي: Agama agama). يفضل الذكور أن يكون لديهم حوالي خمسة شركاء للتكاثر، وبمجرد أن يحظى الذكر بأنثى، يقوم بأداء حركات غريبة بالرأس لمغازلتها.
أصبح هذا الكائن ضمن الحيوانات الأليفة الرائجة بسبب لون الذكور، والذي يشبه بطل الكتاب الهزلي الخارق سبايدرمان (الرجل العنكبوت).

## صور إضافية

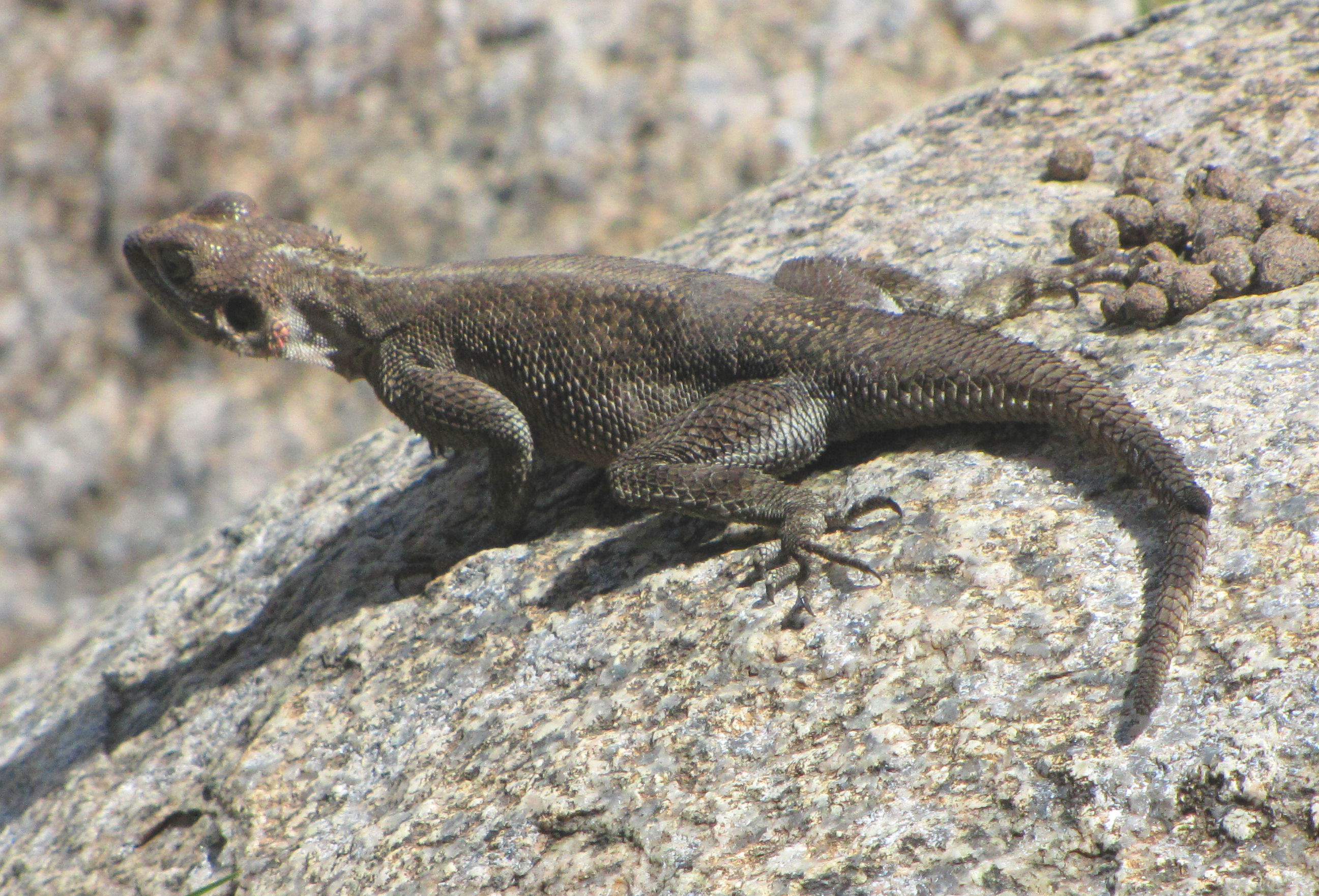
أنثى في سيرينغيتي بتنزانيا
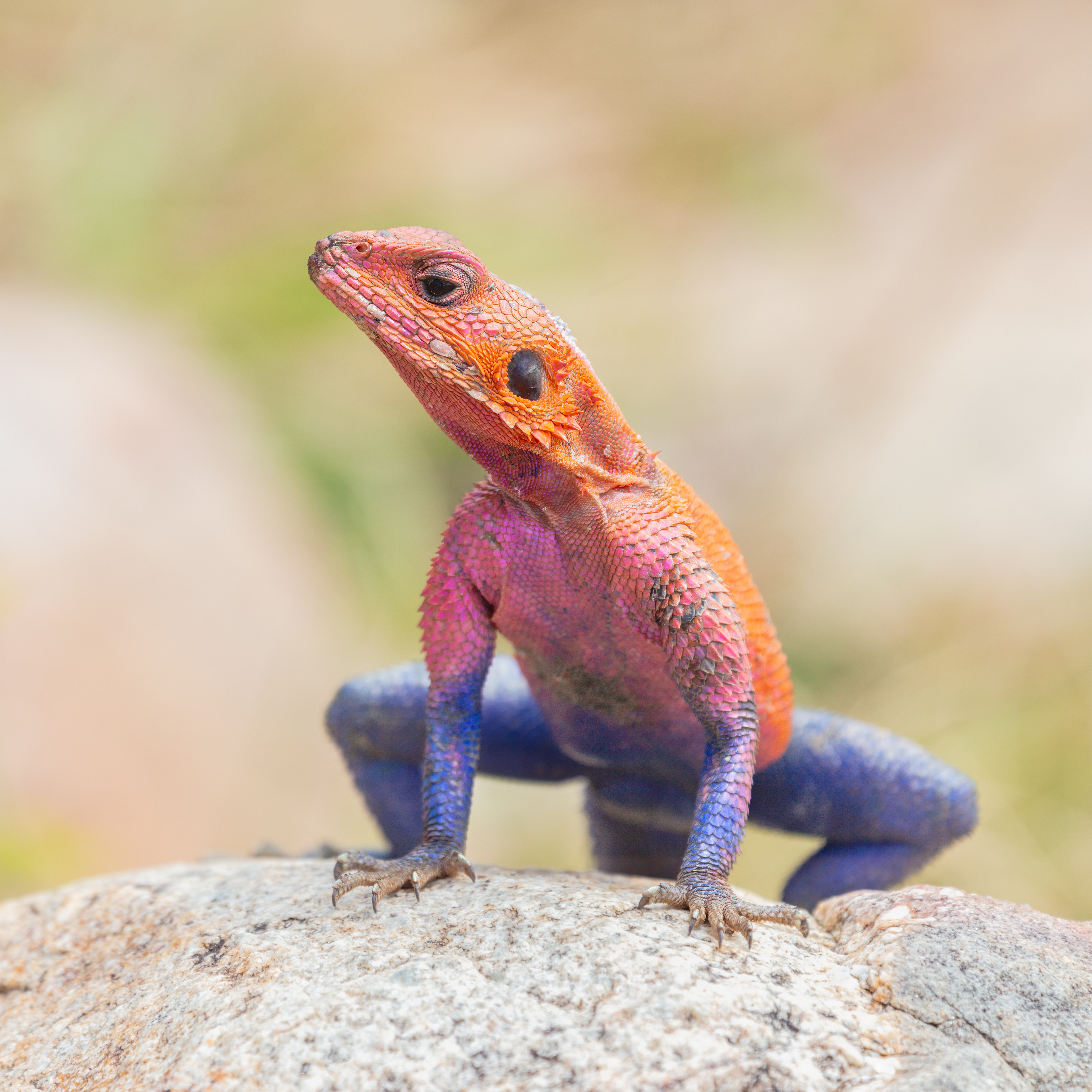
ذكر في سيرينغيتي بتنزانيا